# Alfonso Lombardi

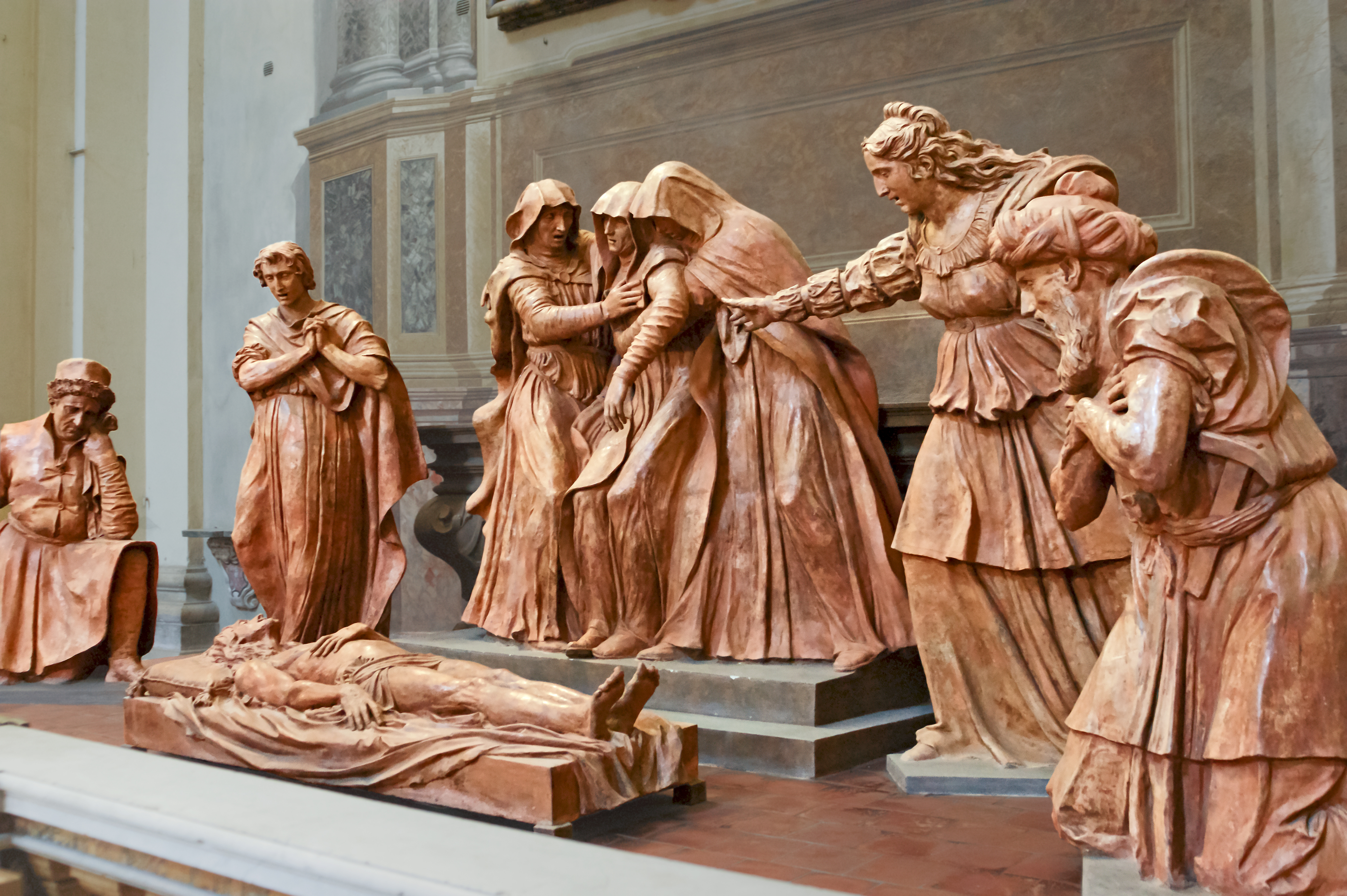
Alfonso Lombardi, Beweinung Christi, Terrakotta, ca. 1522–1526, Bologna, Dom

Alfonso Lombardi (* ca. 1497 in Ferrara; † 1. Dezember 1537 in Bologna), auch Alfonso Lombardi da Lucca, Alfonso da Ferrara, Alfonso Cittadella bzw. Alfonso Lombardo, war ein in Bologna, Ferrara und Faenza tätiger Bildhauer des 16. Jahrhunderts. Er arbeitete vor allem in Ton und Stuck. Giorgio Vasari widmete ihm in beiden Editionen seiner Künstlerbiografien (Le Vite delle più eccellenti pittori, scultori, ed architettori, 1550 und 1568) eine Lebensbeschreibung.

## Werke
Von Alfonso Lombardi stammt die expressive Marientod-Gruppe im Oratorium der Kirche Santa Maria della Vita in Bologna von 1522; sie besteht aus vierzehn überlebensgroßen Figuren. Um 1524 entstand für den Dom von Bologna eine Beweinung Christi; eine ältere, 1463 von Niccolò dell’Arca geschaffene Beweinung Christi aus etwa lebensgroßen Terrakotta-Figuren befindet sich in der Kirche Santa Maria della Vita in Bologna.

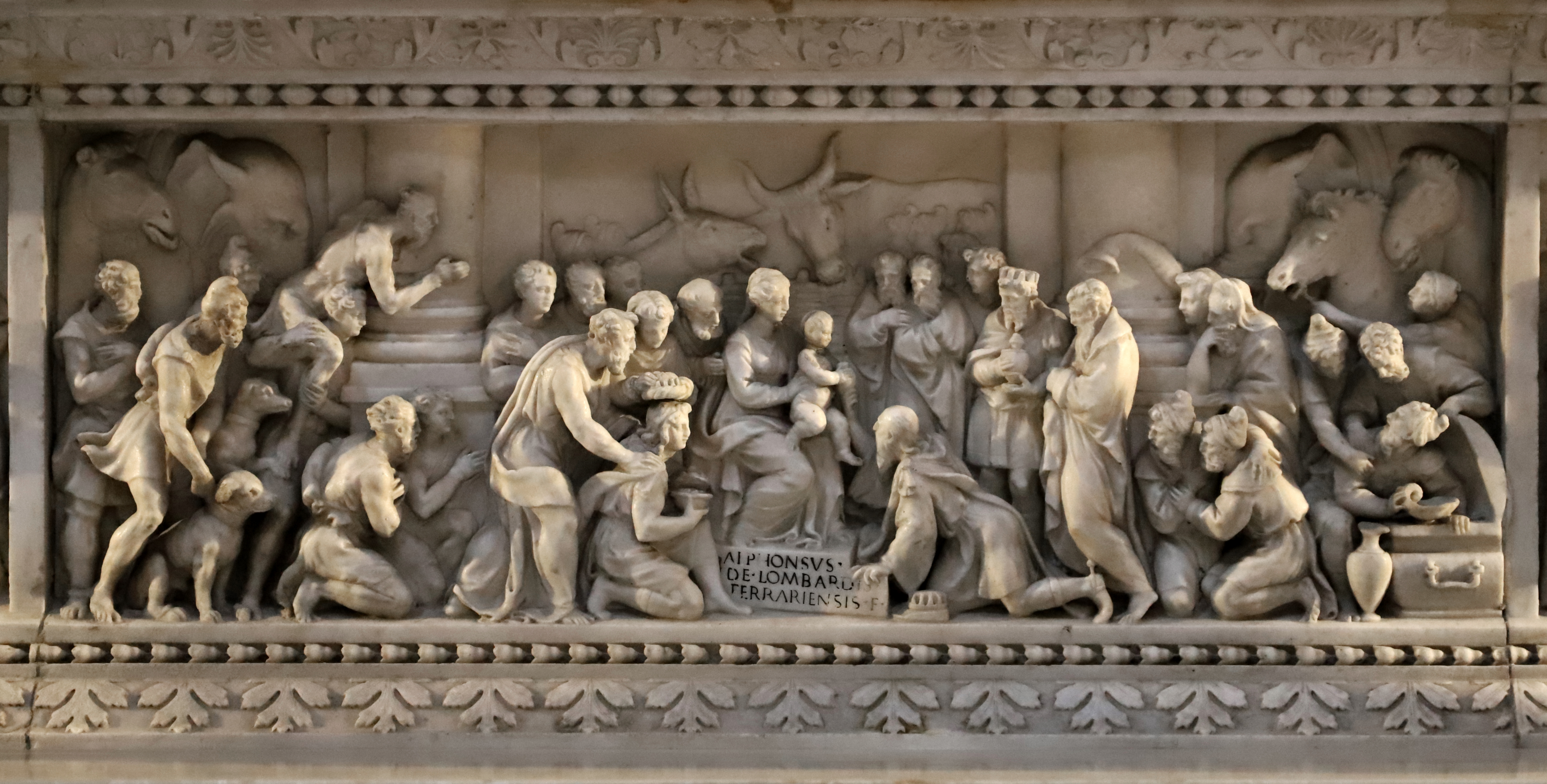
Alfonso Lombardi, Sockelrelief an der Arca di San Domenico mit der Anbetung Christi, Marmor, 1532, San Domenico, Bologna

Laut Giorgio Vasari habe Alfonso 1530 ein hervorragendes Stuckporträt Karls V., der anlässlich seiner Krönung in Bologna weilte, geschaffen. 1531 erhielt er den Auftrag für die marmornen Sockelreliefs an der Arca di San Domenico in der Dominikanerkirche in Bologna.